# Benelux Tour
Benelux Tour – wieloetapowy wyścig kolarski rozgrywany corocznie od 2005 w Holandii i Belgii.
Impreza powstała w 2005 jako następca Ronde van Nederland, dołączając do cyklu najważniejszych wyścigów kolarskich na świecie – UCI ProTour (2005–2010), a następnie UCI World Tour (od 2011). Ze względów sponsorskich wyścig początkowo nosił nazwę Eneco Tour (2005–2016) i BinckBank Tour (2017–2020). W 2021 zmieniono jego nazwę na Benelux Tour, nawiązując do geograficznej lokalizacji imprezy.

## Zwycięzcy
Opracowano na podstawie:
| Rok  | Pierwsze             | Drugie               | Trzecie              |          |
| ---- | -------------------- | -------------------- | -------------------- | -------- |
| 2005 | Bobby Julich         | Erik Dekker          | Leif Hoste           |          |
| 2006 | Stefan Schumacher    | George Hincapie      | Vincenzo Nibali      |          |
| 2007 | José Iván Gutiérrez  | David Millar         | Gustav Larsson       |          |
| 2008 | José Iván Gutiérrez  | Sébastien Rosseler   | Michael Rogers       |          |
| 2009 | Edvald Boasson Hagen | Sylvain Chavanel     | Sebastian Langeveld  |          |
| 2010 | Tony Martin          | Koos Moerenhout      | Edvald Boasson Hagen |          |
| 2011 | Edvald Boasson Hagen | Philippe Gilbert     | David Millar         |          |
| 2012 | Lars Boom            | Sylvain Chavanel     | Niki Terpstra        |          |
| 2013 | Zdeněk Štybar        | Tom Dumoulin         | Andrij Hriwko        |          |
| 2014 | Tim Wellens          | Lars Boom            | Tom Dumoulin         |          |
| 2015 | Tim Wellens          | Greg Van Avermaet    | Wilco Kelderman      |          |
| 2016 | Niki Terpstra        | Oliver Naesen        | Peter Sagan          |          |
| 2017 | Tom Dumoulin         | Tim Wellens          | Jasper Stuyven       |          |
| 2018 | Matej Mohorič        | Michael Matthews     | Tim Wellens          |          |
| 2019 | Laurens De Plus      | Oliver Naesen        | Tim Wellens          |          |
| 2020 | Mathieu van der Poel | Søren Kragh Andersen | Stefan Küng          |          |
| 2021 | Sonny Colbrelli      | Matej Mohorič        | Victor Campenaerts   |          |
| 2022 | odwołany             | odwołany             | odwołany             | odwołany |
| 2023 | Tim Wellens          | Florian Vermeersch   | Yves Lampaert        |          |
| 2024 | Tim Wellens          | Alec Segaert         | Per Strand Hagenes   |          |